# Běrunice
Běrunice este o comună și un sat în districtul Nymburk, regiunea Boemia Centrală, Cehia. Are o populație de aproximativ 900 de locuitori.
Principalul obiectiv turistic din Běrunice este Biserica „Nașterea Fecioarei Maria” în stil baroc simplu din 1718, care a înlocuit o biserică medievală demolată din secolul al XIV-lea.

## Diviziuni administrative
Comuna Běrunice este formată din cinci diviziuni administrative (populația este între paranteze conform recensământului din 2021):
- Běrunice (444)
- Běruničky (64)
- Slibovice (52)
- Velké Výkleky (229)
- Vlkov nad Lesy (61)

## Geografie
Běrunice se află la aproximativ 20 kilometri (12 mi) de Nymburk și la 56 kilometri (35 mi) est de capitala Praga. Cea mai mare parte a teritoriului comunei se află într-un peisaj agricol plat în Podișul Elbei Centrale. Cu toate acestea, partea de nord-est a comunei se extinde în Podișul Elbei Răsăritene și include cel mai înalt punct al comunei Běrunice, aflat la 272 metri (892 ft) deasupra nivelului mării. 
Pârâul Štítarský potok curge prin comună.

## Istorie
Prima mențiune scrisă a lui Běrunice datează din anul 1354. Satele apropiate Běruničky și Nový au fost administrate istoric de Běrunice, dar Nový a fost atașat lui Městec Králové în 1950.
În 1965, comunele Slibovice, Velké Výkleky, Vlkov nad Lesy și Kněžičky⁠(d) au fost unite cu Běrunice, dar Kněžičky a devenit din nou comună independentă în 1990.

## Transporturi
Běrunice se află pe linia de cale ferată Městec Králové – Stará Paka⁠(d).

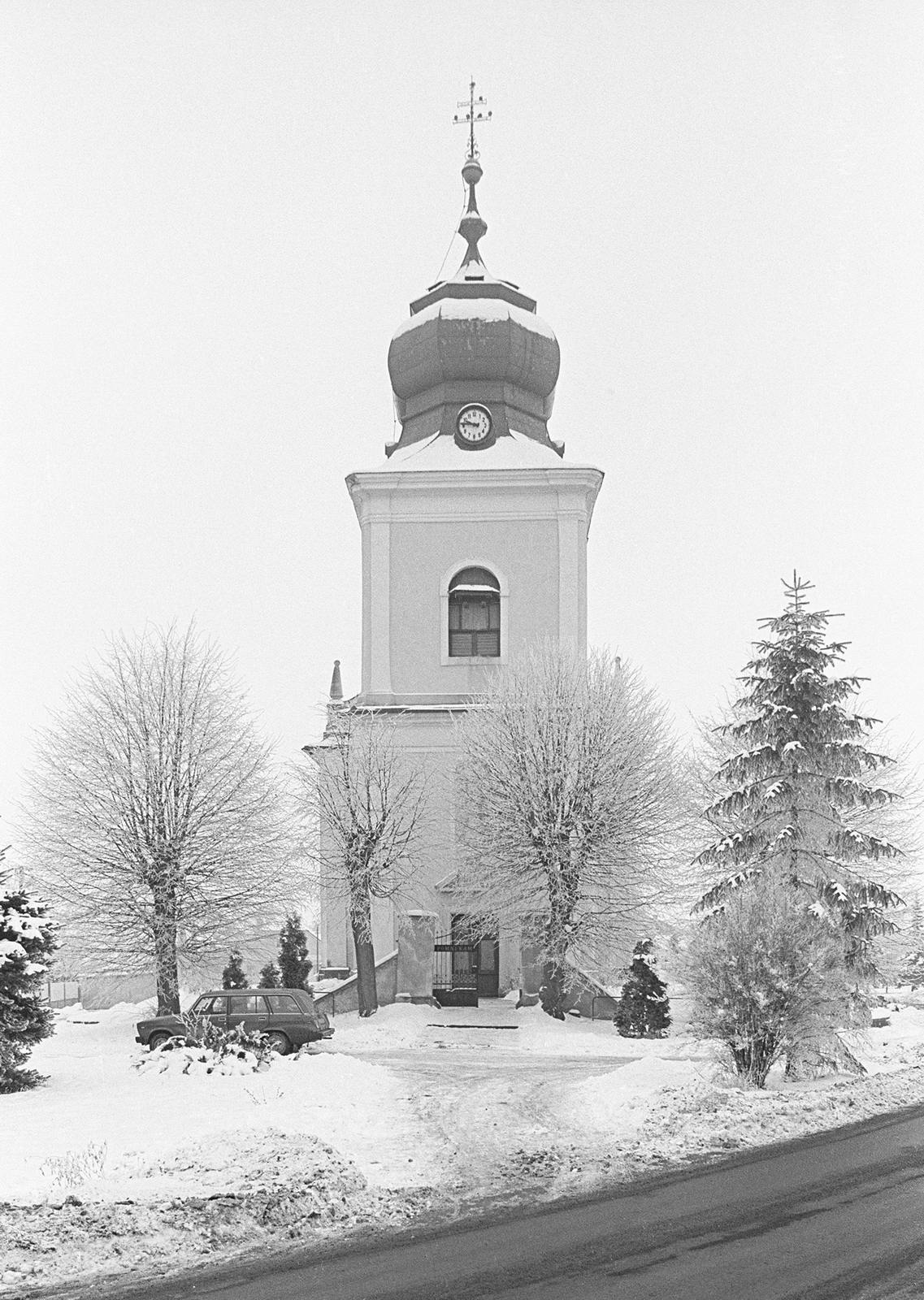
Biserica „Nașterea Fecioarei Maria”, fațada de vest

## Obiective turistice
Principalul obiectiv turistic din Běrunice este Biserica „Nașterea Fecioarei Maria”. Este o biserică barocă simplă din 1718, care a înlocuit o biserică medievală demolată din secolul al XIV-lea.

## Persoane notabile
- František Janda⁠(d) (1886–1956), arhitect și urbanist